# Grzegorz Więzik
Grzegorz Więzik (* 21. Juni 1963 in Łodygowice; † 26. Dezember 2021) war ein polnischer Fußballspieler.

## Karriere
Am 8. Juni 1985 gab Więzik im Trikot von ŁKS Łódź sein Debüt in der höchsten polnischen Fußballliga, als er in der 69. Minute für Jacek Ziober eingewechselt wurde. Zuvor spielte er bei LKS Łodygowice, BKS Stal Bielsko-Biała und Start Łódź. Am Ende der Saison 1987/88 belegte ŁKS Łódź den 4. Platz in der ersten polnischen Liga und qualifizierte sich für den Intertoto-Cup. Nachdem er im ersten Spiel des Wettbewerbs, der 1:4-Auswärtsniederlage am 25. Juni 1988 beim 1. FC Kaiserslautern, noch in der Startelf gestanden hatte, entschloss sich Więzik, nicht mehr in sein Heimatland zurückzukehren. Ab Sommer 1989 war er für den 1. FC Kaiserslautern spielberechtigt, konnte sich dort allerdings nicht durchsetzen und wurde in der Bundesliga-Saison 1989/90 nur dreimal eingewechselt. 1990 wurde er mit dem FCK DFB-Pokalsieger, ohne in diesem Wettbewerb zum Einsatz gekommen zu sein. Danach wechselte er zum französischen Zweitligisten FC Mulhouse. Wieder ein Jahr später ging er nach Dänemark zu Silkeborg IF. Hier erzielte er gleich in seinem ersten Spiel ein Tor für sein Team. 1993/94 spielte er für Viborg FF und ging dann zurück nach Deutschland zum unterklassigen BSC Sendling München. Über den Ikast FS kam er zum Regionalligisten Eintracht Trier. Ab 1996 spielte er wieder für verschiedene Vereine in seiner Heimat, darunter noch einmal eine Spielzeit (1997/98) mit Dyskobolia Grodzisk Wielkopolski in der ersten Liga und mehrere Saisons in der zweiten Liga. Nach dem Ende seiner aktiven Laufbahn gehörte er zunächst zum Betreuerstab von Podbeskidzie Bielsko-Biała und war dann als Scout für Śląsk Wrocław tätig.
Sein Sohn Jakub (* 1991) war ebenfalls als Fußballspieler für ŁKS Łódź aktiv.

## Statistik
| Liga (SKE)          | Spiele (Tore) |
| ------------------- | ------------- |
| Ekstraklasa POL (I) | 101 (16)      |
| Superliga DEN (I)   | 037 0(6)      |
| Bundesliga (I)      | 03 0(0)       |